# Oxandra asbeckii
Oxandra asbeckii (Pulle) R.E.Fr. – gatunek rośliny z rodziny flaszowcowatych (Annonaceae Juss.). Występuje naturalnie w południowej części Wenezueli, w Gujanie, Surinamie oraz Gujanie Francuskiej. 

## Morfologia
PokrójZimozielone drzewo lub krzew dorastające do 4–15 m wysokości.
LiścieMają lancetowaty lub eliptycznie lancetowaty kształt. Mierzą 7–13 cm długości oraz 2,5–4,5 cm szerokości.
OwocePojedynce mają elipsoidalny kształt, zebrane w owoc zbiorowy. Są osadzone na krótkich szypułkach. Osiągają 15–20 mm długości.

## Biologia i ekologia
Rośnie w wiecznie zielonych lasach, na terenach nizinnych.